# Gallocatechol
Gallocatechol hoặc gallocatechin (GC) là một flavan-3-ol, một loại hợp chất hóa học bao gồm catechin, với dư lượng gallate ở vị trí trans đồng phân. Nó là một trong những hóa chất chống oxy hóa được tìm thấy trong thực phẩm.
Hợp chất này sở hữu hai epimers. Phổ biến nhất, (+) - gallocatechin (GC), số CAS 970-73-0, được tìm thấy đáng chú ý trong trà xanh. Các nguồn khác của (+) - gallocatechin là chuối, hồng và lựu. Các enantome khác được gọi là (-) - gallocatechin hoặc ent-gallocatechin.
Nó lần đầu tiên được phân lập từ trà xanh bởi Michiyo Tsujimura vào năm 1934.
Hợp chất này đã được chứng minh là có ái lực vừa phải với thụ thể cannabinoid của con người, có thể đóng góp cho lợi ích sức khỏe được tìm thấy bằng cách tiêu thụ trà xanh.
Epigallocatechin là một loại catechin khác, với dư lượng gallate ở vị trí đồng phân cis. Nó có thể được tìm thấy trong St John's wort.